# Premières invasions mongoles en Birmanie
Conquêtes mongoles
Batailles
- Birmanie :
  - 1re
    - Ngasaunggyan
    - Bhamo
    - Pagan

  - 2e
- Asie centrale :
  - Qara Khitai
  - Empire khorezmien
- Chine :
  -  Xia occidentaux
  - Jin
  - Song
  - Dali
- Japon :
  - Bun’ei
  - Kōan
- Viêt Nam :
  - Bach Dang
- Autres invasions :
  - Inde
  - Java
  - Corée
  - Tibet

- Rus’ de Kiev
- Khanat de la Volga (Samara Bend, Bilär)
- Durdzuketia
- Pologne (1re invasion)
- Hongrie (1re invasion)
- Bulgarie et Serbie
- Empire latin de Constantinople
- Pologne (2e invasion)
- Thrace
- Hongrie (2e invasion)
- Pologne (3e invasion)
- Serbie (2e invasion)

Proche-Orient
- Empire khorezmien
- Arménie
- Géorgie
- Anatolie (Köse Dağ)
- Bagdad
- Levant
- Palestine (Aïn Djalout)

Les premières invasions mongoles en Birmanie (actuellement Myanmar) (birman : မွန်ဂို–မြန်မာ စစ် (၁၂၇၇–၁၂၈၇)) sont une série de conflits militaires entre la dynastie Yuan de Kubilai Khan et le Royaume de Pagan qui ont lieu entre 1277 et 1287. Ces invasions ont provoqué la chute du royaume de Pagan, vieux de 250 ans, et l'armée mongole s'est emparée des territoires Pagans situés dans l'actuelle préfecture de Dehong, le Yunnan et le nord de la Birmanie à Tagaung. À la suite de la chute du royaume, la péninsule birmane connaît 250 ans de fragmentation politique et toute l'Asie du Sud-Est continentale voit l'essor des États Tai-Shan.
Les Mongols demandèrent pour la première fois un tribut aux Pagans en 1271-1272, dans le cadre de leur tentative d'encerclement de la dynastie Song, qui contrôle alors le sud de la Chine. Lorsque le roi Narathihapati refuse, l'empereur Kubilai Khan lui-même envoie une autre mission en 1273, réclamant à nouveau le versement d'un tribut. Le khan essuie un nouveau refus. En 1275, Kubilai ordonne au gouverneur du Yunnan de sécuriser les zones frontalières, afin de bloquer une voie d'évasion potentielle pour les Song. Pour mener à bien cette mission, ledit gouverneur est autorisé à mener une guerre frontalière limitée si les Pagans s'y opposent. Comme prévu, les Pagans s'opposent au déploiement de force sur leur frontière, mais leur armée est repoussée par les troupes mongoles en 1277-78. Après une brève accalmie, Kubilai Khan se tourne en 1281 vers l'Asie du Sud-Est, exigeant un hommage de la part des Pagans, de l'Empire khmer, du Đại Việt et du Royaume de Champā. Lorsque le roi de Birmanie refuse de nouveau, l'empereur ordonne une invasion du nord de la Birmanie. Deux campagnes lors de la saison sèche (1283-85) plus tard, les Mongols occupent le nord du royaume jusqu'à Tagaung et Hanlin, forçant le roi birman à fuir en Basse-Birmanie. Les Mongols ont alors annexé et organisé le nord de la Birmanie en province de Zhengmian.
Les négociations de cessez-le-feu commencent en 1285 et se terminent lorsque Narathihapati accepte finalement de se soumettre et de devenir un vassal des Yuan en juin 1286. L'ambassade de Birmanie, reçue par l'empereur à Pékin en janvier 1287, accepte un traité qui reconnaissait la suzeraineté de la dynastie Yuan ou de l'Empire mongol sur l'Empire pagan et le paiement annuel d'un impôt à l'administration de la province du Yunnan, en échange de l'évacuation des troupes mongoles du Nord de la Birmanie. Mais le traité n'a jamais vraiment pris effet, car lorsque Narathihapati est assassiné en juillet 1287, le chaos s'installe en Birmanie et aucune autorité capable d'honorer ledit traité n'émerge. Le commandement mongol du Yunnan, considérant alors que l'ordre impérial de se retirer est nul et non avenu, ordonne une invasion du centre de la Birmanie. Le résultat de cette campagne est flou, est on ne sait même pas si les Mongols ont atteint Pagan. Dans tous les cas, et même s'ils l'ont fait, ils retournent à Tagaung après avoir subi de lourdes pertes.
L'empire pagan se désintègre et l'anarchie s'ensuit. Les Mongols, qui préfèrent probablement cette situation, n'ont rien fait pour rétablir l'ordre au cours des dix années suivantes. En mars 1297, ils acceptent la soumission volontaire du roi Kyawswa de Pagan, bien que ce dernier contrôle très peu de territoire au-delà de Bagan, sa capitale. Mais Kyawswa est renversé neuf mois plus tard, et les Mongols sont alors forcés d'intervenir, ce qui entraîne leur deuxième invasion, en 1300-01.
Le Livre de Marco Polo rapporte les premières invasions, celles de 1277-87. Les Birmans appellent les envahisseurs les Taruk, en référence aux troupes turques originaires d'Asie centrale qui constituaient la plus grande partie des troupes de l'armée d'invasion mongole. Aujourd'hui, le terme Taruk (birman : တရုတ်) désigne plutôt les Chinois Han, ce qui explique pourquoi le surnom de Taruk-Pye Min donné au roi Narathihapati, et qui signifie " le roi qui a fui les Taruk ", se traduit la plupart du temps par "le roi qui a fui les Chinois".

## Situation avant les invasions

### Pagan et Dali

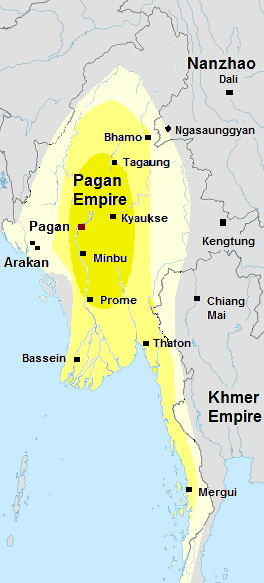
L'empire Pagan durant le règne de Sithu II. Selon les chroniques birmanes, Kengtung et Chiang Mai faisaient également partie de cet empire. Les zones correspondant au cœur de l'empire sont représentées en jaune foncé et les périphériques en jaune clair.

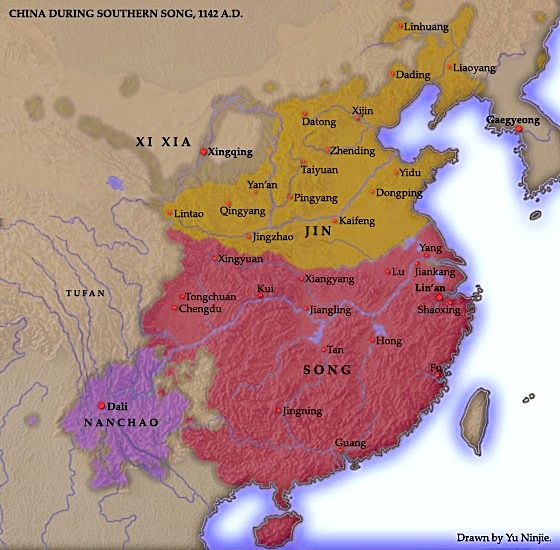
Carte de la Chine vers le milieu du XIIe siècle. Le royaume de Dali est représenté en violet.

Au XIIIe siècle, l'Empire Pagan et l'Empire khmer sont les deux principales puissances de l'Asie du Sud-Est continentale. Pendant une grande partie de son histoire, le voisin du Pagan au nord-est n'est pas la Chine mais le royaume de Dali et son prédécesseur, celui de Nanzhao, tous deux ayant la ville de Dali comme capitale. Les royaumes basés autour de Dali étaient des puissances à part entière, s'alliant tantôt avec l'Empire du Tibet à l'ouest, tantôt avec les dynasties chinoises Tang et Song à l'est. Il faut préciser que les armées de cavaliers du Nanzhao se sont aventurées profondément dans ce qui est aujourd'hui la Birmanie et ont peut-être été à l'origine de la fondation de la cité médiévale de Pagan et de la dynastie Pagan elle-même.
La situation change après l'annexion du royaume de Dali par les Mongols. Entre le nouveau territoire de l'empire mongol et celui de l'empire Pagan, il existe une large bande de territoires frontaliers, qui s'étend depuis les actuelles préfectures de Dehong, Baoshan et Lincang dans le Yunnan jusqu'aux régions des peuples Wa et Palaung. Il s'agit de zones, situées vraisemblablement dans la partie nord de l'actuel État shan, revendiquées à la fois par les autorités de Dali et celles de Pagan et où les zones d'influence des deux États se chevauchent. À l'époque comme aujourd'hui, ces zones frontalières consistent principalement en des zones dangereuses situées dans de hautes chaînes de montagnes.

### Conquête mongole du royaume de Dali
L'Empire mongol arrive donc aux portes de l'Empire pagan en 1252, en envahissant le royaume de Dali. Cette invasion a pour but de contourner par l'ouest les territoires de la dynastie Song, afin de faciliter la conquête du sud de la Chine. Les armées mongoles s'emparent de la capitale, Dali, le 7 janvier 1253, et pacifient une grande partie du royaume en 1257.
Au début, l'arrivée des Mongols ne perturbe pas l'ordre existant dans les régions frontalières, car leur but principal reste alors d'achever la conquête des Song. Pendant une douzaine d'années, ils consolident leur emprise sur les terres nouvellement conquises, ce qui leur donne non seulement une base à partir de laquelle ils pouvaient attaquer les Song par l'arrière, mais aussi une position stratégique sur les routes commerciales de la Chine vers la Birmanie et l'Inde. Les Mongols établissent des garnisons militaires, composées principalement de musulmans turcophones originaires d'Asie centrale, dans 37 des circuits de l'ancien royaume de Dali.

### Déclin du Pagan
À cette époque, l'Empire Pagan est victime d'un long et lent déclin depuis le début du XIIIe siècle, et ce malgré l'image de calme que renvoie cet empire à l'extérieur. Durant cette période, la croissance continue de la richesse des religieux exemptés d'impôt réduit considérablement l'assiette fiscale du royaume, privant ainsi la Couronne des ressources nécessaires pour conserver la loyauté des courtisans et des militaires. Cette baisse des revenus de l'État initie un cercle vicieux de désordres internes et de défis externes qui amoindrit petit à petit la puissance du Pagan. Bien que le gouvernement central ait réussi à réprimer une première série de rébellions graves en 1258-60 dans le sud de l'Arakan et le Martaban, le déclin s'est poursuivi durant les décennies suivantes. À la veille des invasions mongoles, entre un et deux tiers des terres cultivables de la Haute-Birmanie ont été données aux institutions religieuses, ce qui compromet gravement la capacité de la Couronne à défendre le pays.

## Prélude à la guerre

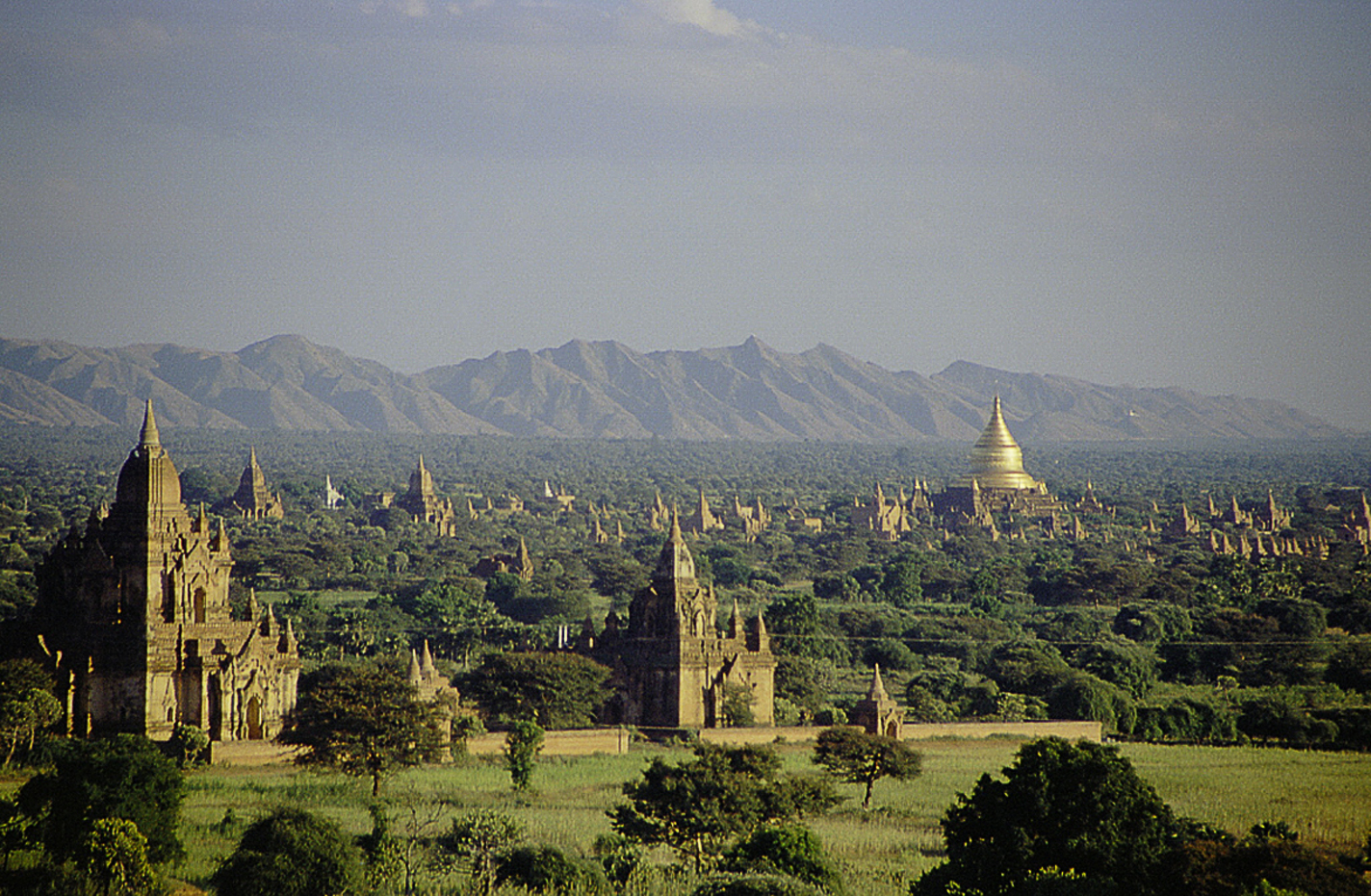
Les plaines de Pagan au XXIe siècle.

### Première mission diplomatique mongole (1271–72)
La période de calme dont bénéficie l'empire Pagan s’achève au début des années 1270. À ce moment-là, les Song sont à l'agonie et l'empereur Kubilai Khan, qui fonde officiellement la dynastie Yuan le 18 décembre 1271, cherche à couper toute possibilité de repli aux réfugiés Song. Pour le royaume de Pagan, il a donné l'ordre au gouverneur mongol de Dali de resserrer le contrôle des frontières et, en janvier 1271, d'envoyer une mission à la Cour de Pagan pour exiger un tribut. Le tribut exigé est alors plus symbolique qu'autre chose et, compte tenu de ses préoccupations prioritaires, l'empereur ne cherchait pas alors à remplacer le régime Pagan ou annexer le pays. À la frontière, les actions des Mongols leur permettent d'obtenir la soumission des souverains des régions de Wa et Palaung.
Lorsque les envoyés mongols dirigés par Qidai Tuoyin se présentent à la capitale, la Cour de Pagan, dirigée par le ministre en chef Ananda Pyissi est bien consciente de la puissance militaire des Mongols et conseille au roi Narathihapati de privilégier la diplomatie. Cette demande rend le roi furieux et il fait attendre les envoyés mongols pendant des semaines. La cour trouve finalement un compromis et les émissaires du Khan sont renvoyés sans jamais voir le roi. Ils étaient accompagnés d'un envoyé birman qui portait une lettre exprimant des sentiments amicaux et le souhait du roi de Birmanie d'adorer un jour une dent de Bouddha à Pékin. Le roi ordonne alors rapidement l’envoi d'une expédition militaire, qui reprend les régions frontalières rebelles en avril 1272. Le chef rebelle A-Pi (birman : အပိ) est ramené à Pagan. Les autorités de Dali ont relayé la nouvelle à Pékin, sans mener aucune action militaire.

### Seconde mission diplomatique mongole (1273)
À Pékin, Kubilai Khan, qui prépare alors une invasion du Japon, décide de ne pas faire la guerre à l'empire Pagan pour le moment. Le 3 mars 1273, il envoie une nouvelle délégation, composée de 4 membres et conduite par un ambassadeur impérial, le Premier Secrétaire aux Rites du Conseil, à la Cour de Pagan,. La délégation emporte une lettre de l'empereur, dont le texte est le suivant:
"Si vous avez finalement décidé d'accomplir vos devoirs envers le Tout-Puissant (Kubilai Khan), envoyez un de vos frères ou de vos principaux ministres, pour montrer aux hommes que le monde entier est lié avec Nous, et entrez dans une alliance perpétuelle. Cela ajoutera à votre réputation et sera dans votre propre intérêt ; car s'il s'agit d'une guerre, qui sera le vainqueur ? Réfléchis bien, ô roi, à nos paroles."
Cette fois-ci, le roi de Birmanie accepte de recevoir les envoyés impériaux, mais refuse quand même de se soumettre. Les chroniques birmanes disent que le roi a été tellement insulté qu'il a fait exécuter les envoyés. Mais d'autres témoignages écrits birmans et les archives de la dynastie Yuan indiquent que ces envoyés n'ont pas été exécutés,. Dans tous les cas, les envoyés impériaux ne sont pas revenus au Yunnan en temps voulu, et le nouvellement formé gouvernement du Yunnan décide de diligenter une enquête pour trouver l'endroit où ils sont. Mais la nouvelle délégation n'arrive pas à rejoindre l'empire Pagan en raison d'une rébellion qui éclate alors qu'ils sont en route.

### Consolidation de l'emprise des Mongols sur les terres frontalières (1275–76)
Entre-temps, en 1274, l'ancien royaume de Dali est officiellement réorganisé administrativement et devient la province du Yunnan, avec Sayyid Ajjal Shams al-Din Omar comme gouverneur. En mai 1275, le nouveau gouverneur envoie un rapport à l'empereur indiquant que l'ambassade de 1273 n'est pas revenue; que les Birmans n'ont manifestement pas l'intention de soumettre ; et que la guerre est la seule option possible,.
Mais l'empereur rejette purement et simplement l'option d'une invasion, car il sort à peine du désastre de la tentative d'invasion du Japon et n'est pas disposé à engager les troupes du gouvernement central dans ce qu'il considère comme une affaire peu prioritaire. Il donne donc l'ordre à l'armée provinciale du Yunnan d'en revenir au plan originel et de sécuriser les frontières, afin de bloquer toute possibilité de fuite aux réfugiés Song. Par contre, il autorise Sayyid à déclencher un conflit frontalier limité dans l'espace et le temps, si jamais les Pagans s'opposent à la prise de contrôle de la frontière par les troupes mongoles,. L'armée du Yunnan procédé donc à la consolidation de l'emprise mongole sur les régions frontalières en 1275-1276. Pendant ce temps, le gros de l'armée mongole réussit à s'emparer de la plus grande partie du territoire des Song en 1276.
En 1277, au moins un État nommé "Dent d'or", ce qui correspond actuellement au Yingjiang, et vassal des Pagan change d'allégeance et se reconnait vassal des Mongols. Comme en 1272, le gouvernement Pagan répond en envoyant une armée pour mettre au pas l'État rebelle ; mais contrairement à la dernière fois, les Mongols ont laissé sur place une garnison importante,. Bien que ladite garnison soit sous commandement mongol, nombre de ses officiers et soldats appartiennent à des peuples turcophones ou des peuples venant de loin dans l'ouest : Turcs de Samarcande, Boukhara, Merv et Nishapur, mais aussi des soldats captifs de l'ancien empire des Khwârezm-Shahs, des Coumans et même des Bulgares de la basse Volga.

## Guerre frontalière (1277–78)

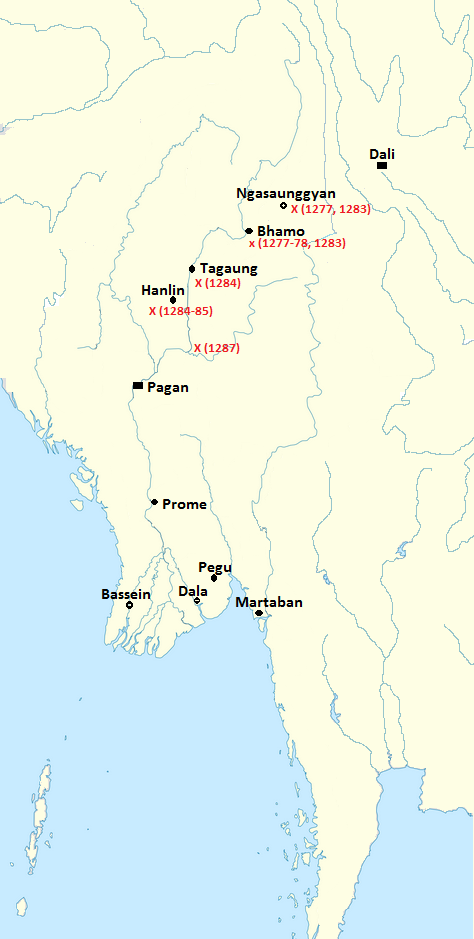
Les invasions mongoles de 1277–87

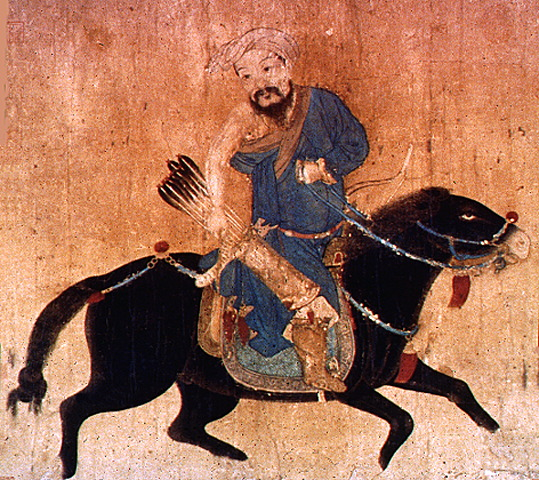
Archer monté de l'armée mongole.

Ces mouvements de troupes entraînent le début d'une guerre frontalière en 1277-78. Le principal récit connu de ce conflit est celui que l'on trouve dans Le Livre de Marco Polo. Bien que les chroniques birmanes n'aient gardé aucune trace de cette guerre frontalière, une inscription birmane de 1278 mentionne la défaite de l'armée à Ngasaunggyan. Les récits mongols de cette guerre contiennent certaines erreurs de localisation et de chiffres, bien que le récit général soit probablement exact.

### Bataille de Ngasaunggyan
Selon les chroniques de la dynastie Yuan et le récit de Marco Polo, une armée birmane "envahit" le territoire mongol des Dents d'Or, et est vaincue par l'armée mongole en avril 1277. La bataille a lieu soit dans la vallée du Vochang, qui se trouve dans l'actuelle préfecture de Baoshan, soit à 110 km au sud-ouest à Kanngai, ce qui correspond actuellement au Xian de Yingjiang, dans la préfecture de Dehong; dans un endroit que les Birmans ont appelé Ngasaunggyan.
Les Chroniques des Yuan rapportent qu'une troupe de seulement 700 hommes a vaincu une armée birmane de 40 000 à 50 000 hommes, 10 000 chevaux et 800 éléphants. Toujours selon les chroniques des Yuan, un seul Mongol a été tué, en essayant d'attraper un éléphant,. Selon Marco Polo, l'armée mongole se composait de 12 000 archers à cheval, et l'armée birmane comptait 60 000 hommes avec 2000 éléphants, " sur chacun desquels était dressée une tour en bois, bien encadrée et forte, et portant de 12 à 16 combattants bien armés, ". Ces chiffres sont à prendre avec du recul, les effectifs de l'armée birmane étant probablement le fruit d'estimations au jugé et sont peut-être encore trop élevés par rapport à la réalité. Selon Harvey, les estimations des effectifs birmans par les Mongols sont probablement un peu généreuses, afin de ne pas diminuer leur gloire d'avoir combattu contre un adversaire bien supérieur en nombre.
Selon le récit de Marco Polo, au début de la bataille, les cavaliers turcs et mongols "ont tellement eu peur à la vue des éléphants qu'ils n'ont pas pu faire face à l'ennemi, mais ont toujours fait demi-tour", tandis que les forces birmanes poursuivaient leur attaque. Mais le commandant mongol Huthukh ne panique pas et ordonne à ses troupes de mettre pied à terre et, à partir de la couverture que leur offre les frondaisons d'une forêt proche, de pointer leurs arcs directement vers les éléphants qui progressent dans leur direction. Les flèches des archers mongols provoquent de telles douleurs aux éléphants qu'ils s'enfuient du champ de bataille.

### Raid sur Kaungsin
L'armée mongole a continué sa progression après la mousson. Pendant la saison sèche suivante (1277-1278), vers décembre 1277, une armée mongole de 3 800 hommes dirigée par Nasr al-Din, le fils du gouverneur Sayyid Ajjal, marche sur Kaungsin, le fort qui défend le col de Bhamo,. Ils occupent le fort et détruisent un grand nombre de palissades défensives abandonnées. Mais très vite, les troupes d'al-Din ne supportant pas la chaleur étouffante des lieux, les Mongols abandonnent le fort et repartent.

## Interlude (1278–83)
Malgré ce succès militaire mongol, le contrôle des zones frontalières reste contesté. Les Birmans, profitant apparemment que les Mongols soient occupés ailleurs, reconstruisent en 1278 leurs forts de Kaungsin et Ngasaunggyan, et y installent des garnisons permanentes commandées par Einda Pyissi. Mais cette reprise de contrôle est de courte durée, car l'attention du Grand Khan se tourne à nouveau vers l'Asie du Sud-Est en 1281. Le bilan militaire de Kubilai durant les années précédentes était mitigé : s'il avait réussi à détruire les derniers fidèles de la dynastie Song en 1279 lors d'une bataille navale, il avait une nouvelle fois échoué à envahir le Japon en 1281. Cette année-là, l'empereur mongol envoie une autre mission à la Cour de Pagan, demandant une fois de plus que le royaume lui verse un tribut. Mais cette fois-ci, les demandes du Khan sont bien plus lourdes que lors des premières missions. En effet, si Kubilai avait exigé du roi de Birmanie qu'il envoie à la cour de Pékin ses dix hauts ministres accompagnés de mille officiers de cavalerie, pour le Champa, il convoque le roi de Champa lui-même à la capitale du Yuan.
Au Pagan, Narathihapati commence par délibérer avec sa cour pour déterminer une réponse appropriée, mais finalement, il refuse de se soumettre. La cour birmane compte peut-être sur une autre guerre frontalière limitée, mais Kubilai réagit en ordonnant une invasion du nord de la Birmanie. Dans le même temps, il ordonne aussi l'invasion du Champa, dont le roi a lui aussi refusé de se soumettre. Les problèmes du roi de Birmanie ne passent pas inaperçus au sein du royaume et la même année, un usurpateur nommé Wareru s'empare de la ville portuaire de Martaban, située en Basse-Birmanie, en tuant son gouverneur nommé par la Cour de Pagan. Bien que les trois fils du roi soient les vice-roi des villes voisines de Bassein, Prome et Dala, Narathihapati, préoccupé par la menace beaucoup plus grave qui se profile dans le nord du pays, ne prend (ou ne peut pas prendre) aucune mesure contre la révolte de Martaban.
Tout au long de l'année 1282, le commandement mongol prépare les invasions programmées du Champa et du nord de la Birmanie. L'objectif de la campagne de Birmanie est de s'emparer du nord du pays, mais sans aller plus loin ; l'empereur n'ayant pas autorisé une attaque contre le Pagan lui-même. L'armée d'invasion de la Birmanie, qui stationne au Yunnan, est une nouvelle fois composée de Turcophones et autres habitants d'Asie centrale, auxquels il faut rajouter une armée composée de 14 000 hommes originaires de l'ancien empire persan des Khwârezm-Shahs. Ces Perses sont sous le commandement de Yalu Beg. Du côté birman, le roi a réussi à lever une armée, bien qu'il n'ait probablement pas pu en lever une grande, étant donné sa position de faiblesse par rapport à ses vassaux. Vers le milieu de l'année 1283, une armée birmane dirigée par les généraux Ananda Pyissi et Yanda Pyissi est déployée dans un fort à Ngasaunggyan.

## L'invasion (1283–85)

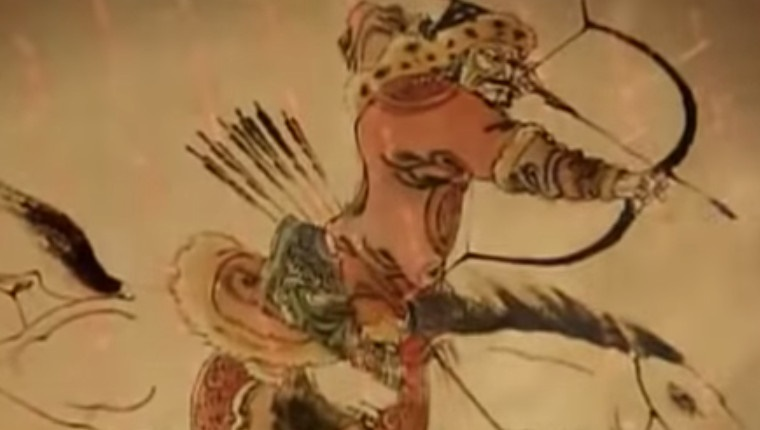
Guerrier mongol à cheval, se préparant à tirer à l'arc depuis son cheval.

### Bataille de Ngasaunggyan (1283)
L'invasion commence le 22 septembre 1283. Le prince Sangqudar est le commandant en chef de la force d'invasion ; ses adjoints sont le vice-gouverneur Taipn et le commandant Yagan Tegin. Les armées mongoles marchent jusqu'à la frontière, en étant divisées en deux colonnes :
- La première avance le long de la rivière Taping en utilisant plus de 200 bateaux[29].
- La seconde avance par voie terrestre et a rejoint la première colonne au fort birman de Ngasaunggyan[29].

Les chroniques birmanes font état d'une supériorité numérique écrasante des forces mongoles assiégeant le fort, bien que les effectifs des assiégeants soit grandement exagérés. En effet, selon ces chroniques, l'armée birmane comptait 400 000 hommes contre 20 millions d'hommes et 6 millions de chevaux pour l'armée mongole. Les Birmans soutiennent le siège pendant plus de deux mois, mais le fort tombe le 3 décembre 1283,.

### Invasion du nord de la Birmanie
La défaite à Ngasaunggyan met à genoux les défenses birmanes, l'armée du pagan ayant perdu plusieurs milliers d'hommes ainsi que des commandants expérimentés. Kaungsin, le fort suivant, tombe six jours plus tard, le 9 décembre 1283. Selon les sources mongoles, les Birmans perdent 10 000 hommes à Kaungsin. Les armées mongoles poussent plus au sud dans la vallée de l'Irrawaddy et s'emparent de l'ancienne capitale birmane de Tagaung, à environ 380 km au nord de Pagan, le 5 février 1284. Là, les envahisseurs stoppent leur marche. Comme ils trouvent que la chaleur de la vallée de l'Irrawaddy est bien trop forte, ils évacuent Tagaung, permettant ainsi aux Birmans de reprendre la ville le 10 mai 1284. Mais le répit ne dure qu'un temps, car l'armée mongole reprend son offensive lors de la saison sèche suivante. Ils reprennent Tagaung et s'emparent d'une autre cité birmane au sud de Tagaung, probablement près de Hanlin, le 26 janvier 1285. Cette dernière victoire leur ouvre la route de Pagan, qui se situe à environ 270 km au sud,. Après la défaite, le roi panique et s'enfuit en Basse-Birmanie. Mais cette fuite ne sert à rien, car, conformément aux ordres du Khan Kubilai, les forces mongoles ne marchent pas sur Pagan.
Le pays sombre dans le chaos. En Basse-Birmanie, le roi se retrouve isolé, sans possibilité de planifier une contre-attaque. Bien que ses fils règnent sur les principaux ports de Basse-Birmanie (Prome, Dala et Bassein), Narathihapati ne leur fait pas confiance et préfère s'installer à Hlegya, à l'ouest de Prome, avec sa cour. Mauvaise idée car, sans le soutien total de ses fils, la présence du roi et de sa petite armée n'impressionne personne. Ainsi, la même année, le gouverneur de Pégou se révolte et repousse les deux petites expéditions militaires que le roi réussit à organiser pour essayer de le mater. Dès lors, entre le soulèvement de Pégou et celui de Martaban, c'est toute la moitié orientale de la Basse-Birmanie qui est en révolte ouverte contre le roi.

## Négociations de paix (1285–87)

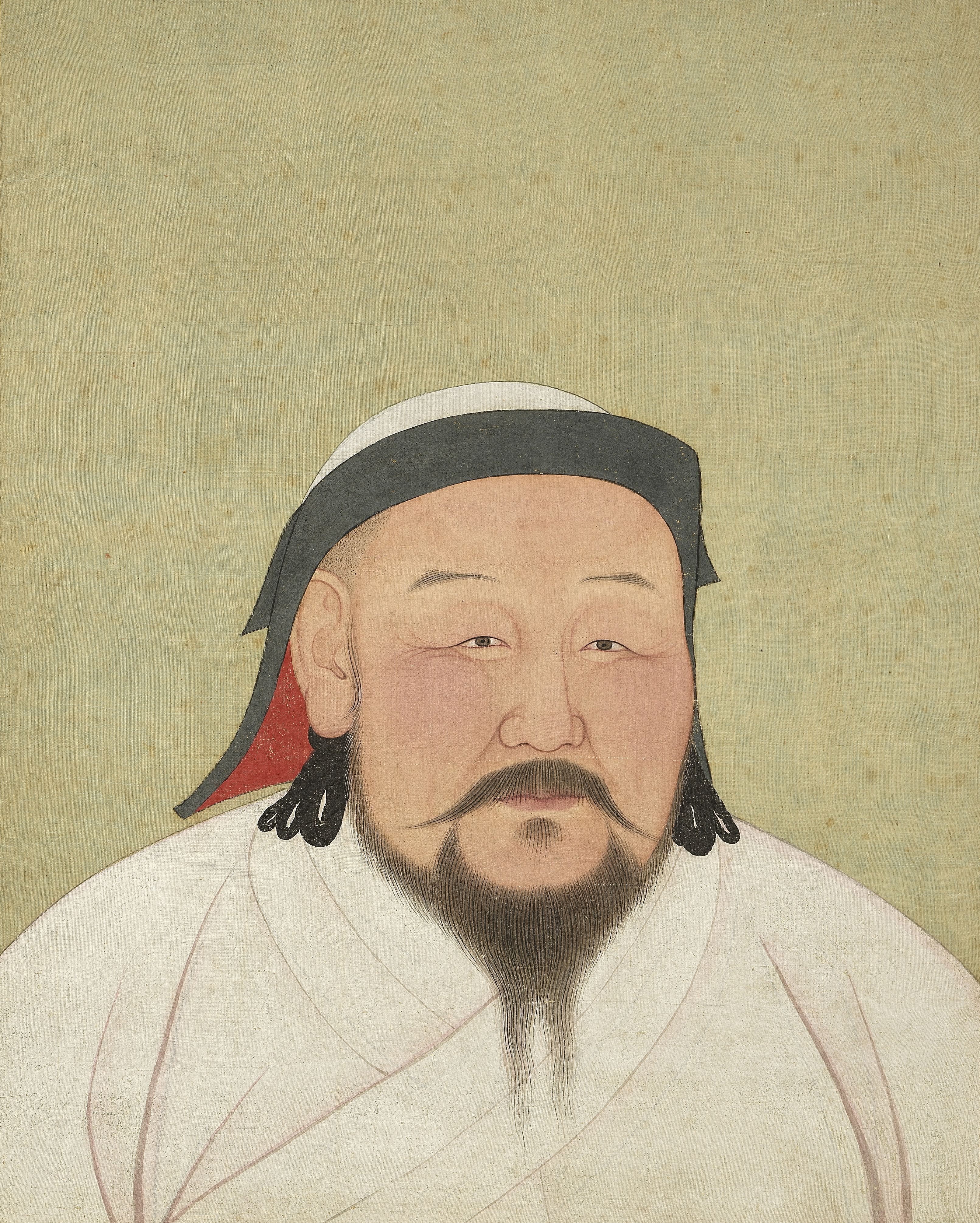
Kubilai Khan, fondateur et premier empereur de la Dynastie Yuan

### Cessez-le-feu
Compte tenu de sa position précaire, Narathihapati décide de gagner du temps, et d'entamer des pourparlers de paix avec les Mongols. En novembre/décembre 1285,, le roi donne l'ordre à ses généraux Ananda Pyissi et Maha Bo d'entamer des négociations pour obtenir un cessez-le-feu. Les commandants mongols situés à Hanlin, qui ont déjà organisé le nord de la Birmanie en un protectorat nommé Zhengmian (chinois traditionnel : 征緬 ; Wade : Cheng-Mien), acceptent un cessez-le-feu mais insistent pour obtenir un soumission complète du roi birman. Ils réitèrent leurs demandes en 1281, en insistant pour que le roi de Birmanie envoie une délégation officielle à l'empereur,. Les deux parties parviennent à un accord de principe le 3 mars 1286, qui prévoit la soumission complète de l'Empire pagan et l'organisation de la Birmanie centrale comme province de Mianzhong (chinois traditionnel : 緬中 ; Wade : Mien-Chung). Après une longue délibération, le roi accepte de se soumettre mais veut que les troupes mongoles se retirent. En juin 1286, il envoie à la cour de l'empereur une ambassade dirigée par Shin Ditha Pamauk, un moine savant.

### Traité de Pékin
En janvier 1287, l'ambassade arrive à Pékin et est reçue par l'empereur Kubilai. La délégation birmane reconnaît officiellement la suzeraineté mongole sur son royaume et accepte de verser un tribut annuel lié à la production agricole du pays. En échange, l'empereur accepte de retirer ses troupes. Pour l'empereur, la campagne de Birmanie est le seul résultat militaire dont il peut se réjouir, ses autres expéditions en Asie du Sud-Est s'étant mal passées. Il ne veut pas engager plus de troupes pour pacifier le reste du royaume et préfère qu'il y ait un souverain vassal sur le trône du Pagan. L'ambassade Birmane arrive à Hlegya en mai 1287 et rapporte au roi les conditions du Khan.

### Rupture du traité
Mais l'accord est rompu un mois plus tard. Fin juin, le roi vaincu et sa petite suite quittent leur capitale temporaire pour retourner a Pagan, mais le 1er juillet 1287, le roi est capturé et assassiné par son second fils, Thihathu, le vice-roi de Prome. L'anarchie s'ensuit, les régions du royaume qui ne s'étaient pas encore révoltées font sécession. Dans ce chaos, il n'y a aucun successeur de Narathihapati capable d'honorer et de faire respecter les termes du traité de Pékin, qui reste lettre morte. Finalement, il faut attendre mai 1289 pour qu'un roi émerge.

## Intervention des Mongols (1287)
Devant un tel chaos, le gouverneur du Yunnan ignore les ordres d'évacuation et l'armée mongole commandée par le prince Ye-sin Timour, un petit-fils de l'empereur, marche vers le sud en direction de Pagan. Traditionnellement, les historiens pensent que l'armée mongole a ignoré les ordres d'évacuation venant de Pékin et a marché vers le sud jusqu'à Pagan, au prix de 7 000 morts, et occupé la ville avant d'envoyer des détachements forcer les différents rebelles à se reconnaître vassaux des Yuan. L'un de ces détachements aurait atteint le sud de Prome. Mais tous les historiens ne sont pas d'accord avec cette version des faits, car aucun des documents mongols ou chinois datant de la dynastie Yuan ne mentionne spécifiquement la conquête de Pagan ou l'achèvement temporaire de la conquête du royaume.
Des recherches récentes montrent que les troupes mongoles n'ont très probablement jamais atteint Pagan,. Elles ont été tenues à distance par les défenseurs birmans dirigés par trois frères, les commandants Athinkhaya, Yazathingyan et Thihathu, et n'ont probablement jamais réussi à aller plus loin qu'un point situé à 160 km au nord de Pagan,. En effet, une inscription datée du 16 février 1293 par les trois commandants affirme qu'ils ont vaincu l'armée mongole,. Même si les Mongols ont atteint Pagan, les dégâts qu'ils ont pu infliger à la cité furent probablement minimes. Quoi qu'il en soit, l'armée mongole a subi de lourdes pertes et s'est repliée vers le nord à Tagaung, où elle est restée car le traité était maintenant caduc.

## Conséquences
La désintégration de l'Empire pagan est maintenant complète, mais les Mongols refusent de combler le vide politique qu'ils ont créé et ils cessent d'envoyer des expéditions militaires pour rétablir l'ordre. L'empereur ne voit apparemment aucun intérêt à envoyer en Birmanie les troupes qui seraient nécessaires pour pacifier ce pays fragmenté. En effet, son but réel depuis le début était peut-être de " maintenir la région entière de l'Asie du Sud-Est brisée et fragmentée ". Il faudra encore deux ans avant qu'un des fils de Narathihapate, Kyawswa, ne devienne roi du Pagan en mai 1289. Mais le nouveau "roi" ne contrôle qu'une petite zone autour de la capitale, et n'a pas de véritable armée. Le pouvoir réel dans le centre de la Birmanie repose maintenant entre les mains des trois frères-commandants qui ont vaincu les Mongols.
Cette situation compliquée persiste jusqu'en 1297. Les Mongols continuent donc d'occuper le nord de la Birmanie jusqu'à Tagaung en tant que province de Zhengmian (Cheng-Mien), mais mettent fin le 18 août 1290 à l'existence officielle de la province fictive du Mianzhong, qui contrôlait théoriquement le centre du pays. Pendant ce temps, la lutte pour le pouvoir dans le centre de la Birmanie se poursuit, les trois frères consolidant de façon flagrante leur emprise sur la région. Pour tenter de contrer leur montée en puissance, Kyawswa se soumet aux Mongols en janvier 1297 et est reconnu par Temür Khan, le nouvel empereur du Yuan, comme roi de Pagan le 20 mars 1297. L'empereur donne également des titres de noblesse chinois aux trois frères, en tant que subordonnés de Kyawswa. Les frères s'indignent immédiatement de ce nouvel arrangement car il réduit directement leur pouvoir. Le 17 décembre 1297, ils renversent Kyawswa et fondent le royaume de Myinsaing,. Ce détrônement force le gouvernement mongol à intervenir à nouveau, ce qui mène à la deuxième invasion mongole de la Birmanie (1300-01). Cette nouvelle invasion échoue et, deux ans plus tard, le 4 avril 1303, les Mongols mettent fin à l'existence de la province de Zhengmian (Cheng-Mien), évacuent Tagaung et retournent au Yunnan.

## Legs

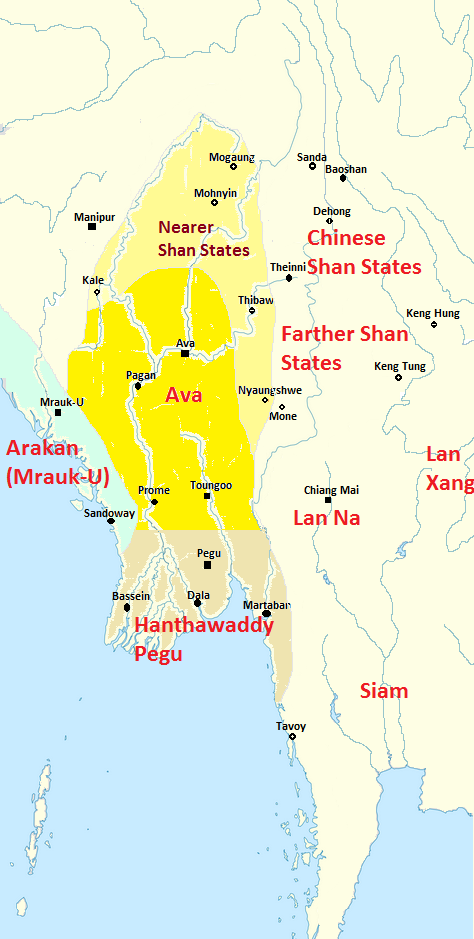
La Birmanie vers 1450, avec le royaume d'Ava à son apogée, les États Shan les plus proches lui versent un tribut.

La guerre est l'une des nombreuses guerres menées de manière-quasi simultanées par l'Empire mongol et la dynastie Yuan à la fin du XIIIe siècle. Bien qu'elle n'ait jamais été plus qu'une guerre frontalière mineure avec les Mongols, elle a déclenché une série d'événements durables en Birmanie. Les invasions ont marqué le début d'une période de fragmentation politique et l'essor des États taï-chan dans toute l'Asie du Sud-Est continentale.

### L'âge de la fragmentation politique
Le résultat immédiat de la guerre est l'effondrement de l'Empire Pagan. Cependant, il faut bien garder en tête que cet empire était fragilisé bien avant l'arrivée des Mongols dans la région et que cette guerre n'a pas provoqué l'effondrement du Pagan mais n'a fait que l'accélérer. La désintégration du Pagan est plus le résultat d'un long déclin progressif qui dure depuis le début du XIIIe siècle. Si le Pagan avait eu un gouvernement central plus fort, l'effondrement aurait pu être temporaire et le pays "aurait pu se relever à nouveau". Mais la dynastie n'a pas pu se rétablir, et parce que les Mongols ont refusé de combler le vide politique ainsi créé, aucun centre de pouvoir viable n'a vu le jour immédiatement après la chute du royaume. En conséquence, plusieurs États mineurs sont apparus et se sont battus entre eux, chacun essayant de soumettre ou d'annexer les autres. Ce chaos dure pendant la majeure partie du XIVe siècle et ce n'est qu'à la fin de ce siècle que deux puissances relativement fortes apparaissent dans le bassin de l'Irrawaddy, rétablissant un certain calme. La vaste région entourant la vallée de l'Irrawaddy, elle, continue d'être divisée entre de plusieurs petits États taï-chan jusqu'au XVIe siècle.

### L'essor des États Tai-Shan
L'héritage le plus durable des invasions mongoles est peut-être l'émergence des États Taï-Shan dans l'Asie du Sud-Est continentale. Le peuple Tai-Shan qui est arrivé dans la région avec les invasions mongoles est resté. Au début du XIVe siècle, plusieurs États Taï-Shan dominent une vaste région allant de l'Assam actuelle jusqu'au nord et à l'est du Myanmar, au nord et au centre de la Thaïlande et au Laos. Leur ascension est encouragée par les Mongols, qui voient ces États comme une zone-tampon utile entre le Yunnan et le reste de l'Asie du Sud-Est. Les Mongols, qui essayent encore d'incorporer le Yunnan dans l'administration centrale, ne veulent pas ou ne peuvent pas faire les lourds investissements nécessaires pour amener les vastes régions située au sud du Yunnan dans le giron de Pékin. Pour comprendre la difficulté de cette tâche, il faut garder à l'esprit que l'intégration du Yunnan lui-même dans la "Chine historique" va prendre plusieurs siècles, et se poursuit encore aujourd'hui. Ainsi, les Mongols ont choisi de se contenter de recevoir un hommage nominal de la part des dirigeants de ces États Tai-Shan,. Théoriquement, ils étaient des gouverneurs au service de la dynastie Yuan, chargés d'exécuter les ordres du gouvernement dans leur province. En pratique, ils sont surtout des chefs autochtones, "qui auraient de toute façon régné là, et ils faisaient ce qu'ils voulaient".

### Arrivée de la Chine à la frontière birmane
La guerre a également marqué l'arrivée de la Chine aux portes de la Birmanie. L'ancien royaume de Dali, connu par les Birmans sous le nom de Gandalarit (birman : ဂန္တလရာဇ်, d'après Gandhara Raj) est maintenant une province chinoise. Les Birmans appellent les nouveaux maîtres du Yunnan "Taruk", en référence aux soldats turcophones du Yunnan. Au fil des ans, le terme Taruk finit par être utilisé pour désigner les Chinois "Han". Aujourd'hui, on se souvient du roi Narathihapate sous le surnom de Taruk-Pye Min et qui signifie " le roi qui a fui les Taruk ",. D'un point de vue géopolitique, la présence sino-mongole dans le Yunnan a poussé les peuples Tai-shan à migrer vers la Birmanie et une partie de l'Empire khmer. Les incursions de plusieurs États Tai-Shan dans la Haute-Birmanie se poursuivront jusqu'au milieu du XVIe siècle.

## Relations officielles entre la Mongolie et le Myanmar
Lors de la visite officielle du Président mongol Tsakhiagiyn Elbegdorj au Myanmar en novembre 2013, Aung San Suu Kyi, la présidente de la Ligue nationale pour la démocratie, a déclaré qu'il s'agissait du premier contact diplomatique avec le gouvernement mongol depuis les invasions mongoles 730 ans auparavant.

## Voir également
- Seconde invasion mongole en Birmanie